# Pierre tournante (Livarot)
Pour les articles homonymes, voir Pierre tournante.
La Pierre Tournante est un menhir situé sur la commune de Livarot-Pays-d'Auge, en France, dans le département du Calvados.

## Description
Le menhir est situé dans les bois sur les hauteurs du plateau de la rive droite de la Vie, sur le territoire de la commune déléguée de Livarot. C'est un monolithe de conglomérat à silex mesurant environ 2,20 m de hauteur, près de 2,10 m de longueur et 0,70 m d'épaisseur. Plusieurs grands blocs de la même roche sont visibles à proximité. La nature de cette pierre, composée de fragments de roches « cimentées » a pu faire croire qu'il s'agissait d'un vestige d'une ancienne maçonnerie. C'est en fait la caractéristique propre de cette roche.

## Légendes
On raconte que la pierre tournerait comme le soleil, à certaines périodes de l'année. D'autres mégalithes du Calvados portent des noms similaires et seraient dotés de ces mêmes pouvoirs: la Pierre Tournante à Fresney-le-Puceux, la Pierre Tourneresse à Gouvix et la Pierre Tourneresse à Cairon.
On prétend aussi qu'il existe sous le menhir de nombreux trésors gardés par un démon et qu'il n'est dans l'année, qu'une seule nuit et qu'un seul jour, où l'on puisse se les approprier. Cette nuit est celle de la veille de Noël au moment où le prêtre chante la généalogie de Jésus-Christ. Ce jour est celui de la Saint-Jean-Baptiste, au moment où le prêtre dit les fameuses paroles: Et homo factus est.
On rapporte également que de jeunes gens des deux sexes y auraient pratiqué certain culte impie contraire au Saint-Esprit condamné par l'évêque de Lisieux en 1730.
Aujourd'hui encore, on affirme que la Pierre Tournante fut témoin de sacrifices sanglants offerts par les druides gaulois à leurs dieux.